# أحمد دياب (سياسي سوري)
أحمد دياب هو سياسي سوري سابق كان يعمل رئيسا لمكتب الأمن القومي لحزب البعث العربي الاشتراكي - سوريا.